# Чой Гі Ук
Чой Гі Ук (нар. 9 грудня 1989) — південнокорейський борець греко-римського стилю, чемпіон Азії.

## Життєпис
Боротьбою почав займатися з 2000 року.
Виступав за борцівський клуб Корейського національного спортивного університету. Тренер — Кім Чин Кю.

## Спортивні результати на міжнародних змаганнях

### Виступи на Чемпіонатах Азії
| Змагання                       | Збірна         | Вагова категорія                 | Місце  |
| ------------------------------ | -------------- | -------------------------------- | ------ |
| Чемпіонат Азії з боротьби 2016 | Південна Корея | греко-римська боротьба, до 66 кг | Золото |

### Виступи на Кубках світу
| Змагання                    | Збірна         | Вагова категорія                 | Місце |
| --------------------------- | -------------- | -------------------------------- | ----- |
| Кубок світу з боротьби 2014 | Південна Корея | греко-римська боротьба, до 59 кг | 6     |

### Виступи на інших змаганнях
| Змагання                                 | Збірна         | Вагова категорія                 | Місце  |
| ---------------------------------------- | -------------- | -------------------------------- | ------ |
| Літня Універсіада 2013                   | Південна Корея | греко-римська боротьба, до 60 кг | 10     |
| Золотий Гран-прі з боротьби 2016         | Південна Корея | греко-римська боротьба, до 66 кг | Бронза |
| Міжнародний меморіал Білла Фаррелла 2018 | Південна Корея | греко-римська боротьба, до 72 кг | Бронза |

### Виступи на змаганнях молодших вікових груп
| Змагання                                      | Збірна         | Вагова категорія                 | Місце |
| --------------------------------------------- | -------------- | -------------------------------- | ----- |
| Чемпіонат світу з боротьби серед юніорів 2009 | Південна Корея | греко-римська боротьба, до 60 кг | 7     |